# Croce al merito con spade
La croce al merito con spade (in polacco: Krzyż Zasługi z Mieczami) è una onorificenza polacca istituita, il 19 ottobre 1942, dal governo in esilio della Polonia a Londra, assegnata per atti di coraggio e valore non connessi direttamente al combattimento e per merito dimostrato in circostanze pericolose.
L'ordine ha tre gradi:
| Croce d'oro al merito con spade | Croce d'argento al merito con spade | Croce di bronzo al merito con spade |